# Lafage-sur-Sombre
Lafage-sur-Sombre település Franciaországban, Corrèze megyében. Lakosainak száma 135 fő (2022. január 1.). Lafage-sur-Sombre Champagnac-la-Noaille, Marcillac-la-Croisille, Saint-Hilaire-Foissac, Saint-Merd-de-Lapleau és Montaignac-sur-Doustre községekkel határos.

## Népesség
A település népességének változása:
| Lakosok száma | 207  | 162  | 159  | 122  | 118  | 120  | 124  | 134  | 135  | 135  |
|               | 1968 | 1982 | 1990 | 2006 | 2013 | 2015 | 2017 | 2019 | 2020 | 2022 |